# Orogénese
Orogénese (português europeu) ou orogênese (português brasileiro) (do grego: Oros, montanha; e genesis, formação), ou ainda orogenia, é o conjunto de processos que levam à formação ou rejuvenescimento de montanhas ou cadeias de montanhas produzido principalmente pelo diastrofismo (dobramentos, falhas ou a combinação dos dois), ou seja, pela deformação compressiva da litosfera continental.
A orogenia ocorre quando há colisão de placas tectônicas e traz como consequência a formação de dobramentos, cordilheiras ou fossas. Sua área de atuação é marcada pela ocorrência frequente de sismos e pela presença abundante de vulcões.
Quando os dobramentos datam de uma era geológica recente, (Era Cenozoica) como os Andes, são considerados modernos, e quando datam de uma era geológica antiga, (pré-Cambriano, por exemplo) como o Escudo das Guianas, são considerados escudos ou maciços antigos.
As fossas, por sua vez, são formações recentes, datadas do Cenozoico, por exemplo a Fossa das Marianas. São formadas quando, na colisão, uma placa desloca-se para baixo da outra, criando o que costuma-se chamar de Zona de Subducção ou Zona de Benioff. Caracterizam-se por representarem as áreas mais profundas do planeta, por estarem em contacto direto com a astenosfera e por sua grande instabilidade tectónica.
Já a trafrogênese  é responsável pela formação das dorsais,ou seja, grandes cadeias montanhosas submersas onde ocorrem os fenômenos relacionados à divergência de placas litosféricas e das falhas geológicas na crosta continental (que são consequência da separação das placas). As cadeias montanhosas submarinas são a consequência do intumenscimento da crosta oceânica (em estado avançado de separação continental), ocasionado pela efusão de materiais do manto terrestre (devido a causas como as correntes de convecção do manto), que pruduzem, em meios a falhamentos e efusão de magmas, o relevo dessas porções de litosfera oceânica.

## Interpretação atual
O problema da interpretação da orogénese tem sido o maior problema teórico da Geologia desde a sua origem. Trata-se de explicar o motivo pelo qual, apesar da continuidade dos processos de erosão, não deixa de haver na Terra relevos elevados e abruptos. O desenvolvimento e aceitação da teoria da Tectónica de Placas a partir da década de 1960 ofereceu um novo marco teórico para a compreensão deste enigma. Até então as diversas teorias podiam na maioria enquadrar-se dentro num conjunto conhecido como teorias do geossinclinal/orógeno. Esta denominação alude ao reconhecimento, não desmentido, de que as grandes cordilheiras se levantam sobretudo com materiais sedimentares acumulados em grandes bacias marginais aos continentes, às que se chama geossinclinais. Observa-se precisamente no carácter sedimentar mas deformado das formações rochosas dos mais altos cumes montanhosos. O que faltava nessas teorias tectónicas era uma explicação satisfatória da origem das imensas forças de compressão necessárias para converter um geossinclinal num orógeno.
A Teoria da Tectónica de Placas explica o levantamento como um efeito derivado da convergência de placas litosféricas. A convergência arranca quando a litosfera oceânica se rompe, geralmente junto da margem continental, no lado externo de um geossinclinal. Consiste durante muito tempo na subducção dessa litosfera oceânica sob a margem continental, para terminar frequentemente com uma fase onde a convergência termina dando lugar à colisão de dois fragmentos continentais. Enquanto se trata de subducção, a orogénese produz cordilheiras ricas em fenómenos vulcânicos; é o caso dos Andes. Caso se alcance a fase de colisão, os orógenos que se formam são muito extensos e abruptos, com escassa atividade vulcânica; este tipo é exemplificado pelo Himalaia ou pelos Alpes.
Continua a haver debate em torno do peso relativo de cada processo natural envolvido na orogénese (forças tectónicas, deformação da litosfera, erosão e transporte de sedimento, clima, magmatismo, etc.) em determinar a estrutura actual dos orógenos. Desde finais dos anos 1990, por exemplo, desenvolveu-se a ideia de que o crescimento do orógeno e sua deformação interna é sensível à distribuição superficial da erosão, controlada pelo clima, mas não existe ainda consenso sobre a relevância deste efeito.

## Tipos de orogénese e de orógenos
A orogénese produz-se sempre em bordas convergentes de placa, ou seja, nas regiões contíguas ao limite entre duas placas litosféricas cujos deslocamentos convergem.

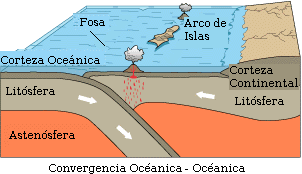
Formação de um arco de ilhas por subducção sob litosfera oceânica.

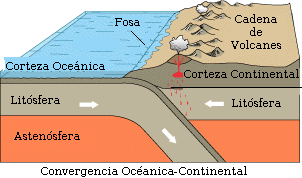
Formação de uma cordilheira marginal por subducção sob a borda continental.

1. Orogénese térmica ou ortotectónica - produz-se quando uma placa por subducção se coloca por baixo de outra. Se chama orogénese térmica pela importância dos fenómenos magmáticos, incluidos os vulcânicos, que se põem em marcha como consequência da fricção entre placas no plano de Benioff. O adjectivo «ortotectónica» alude ao predomínio dos deslocamentos verticais, dos quais os horizontais são subsidiários. A litosfera que apresenta subducção é invariavelmente do tipo oceânico e arrasta e deforma os materiais acumulados num geossinclinal, os quais também a apresentam em parte com a litosfera oceânica, injectando no manto água, carbonatos e outros materiais que contribuem para manter o seu estado relativamente fluido. No limite entre as duas placas  encontrar-se-á normalmente uma fossa oceânica. Na outra placa a litosfera pode ser inicialmente oceânica ou diretamente continental, e disso dependem as duas modalidades de orógenos térmicos:
  1. Arcos de ilhas. São arquipélagos em arco rodeados pelo lado convexo por uma fossa que marca o limite entre as duas placas. São formados por ilhas vulcânicas. As Antilhas, as Aleutas ou arco da Insulíndia são exemplos nítidos desta estrutura. Por detrás do arco, na face côncava, a própria subducção pode desencadear processos geradores de litosfera oceânica, ampliando a bacia continental. Essa «extensão além-arco» observa-se por exemplo no Mar do Japão.
  2. Cordilheiras marginais. A subducção pode arrancar quando a compressão rompe a litosfera oceânica junto à borda de um continente, pondo em marcha uma convergência e uma subducção que levantam uma cordilheira na borda continental. O caso mais típico aparece representado agora pelos Andes. As costas da América do Sul aparecem bordejadas, sendo contíguas à placa de Nazca, por uma extensa fossa oceânica, a fossa do Peru.

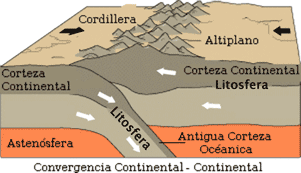
Levantamento de um orógeno por colisão continental; embora na realidade a placa que inicialmente subduz é a que acaba cavalgando sobre a outra.

1. Orogénese mecánica ou paratectónica. Ocorre quando o movimento convergente de duas placas tectónicas arrasta um fragmento continental contra outro. As forças e movimentos predominantes são horizontais (patatectónicos) e de origem propriamente tectónica (mecânica), com muito pequena participação de processos especificamente vulcânicos ou, mais geralmente, magmáticos. Chama-se orógenos de colisão aos que se formam por este mecanismo. Para que a colisão possa chegar a produzir-se é preciso primeiro que a subducção absorva a bacia oceânica entre dois continentes, o que implica que haja sempre uma fase de orogénese térmica antes de se produzir a colisão. A orogénese de tipo mecânico produziu o relevo mais importante do planeta, o formado pelo Himalaia e o Planalto Tibetano, que se levantaram pelo choque do subcontinente indiano, depois de se ter separado da África Oriental, com o continente eurasiático.

## Classificação em relação à temperatura
Uma importante relação que pode ser estabelecida com a altitude e espessura de uma faixa orogênica é a temperatura registrada no interior do orógeno. Quando litosferas espessas estão envolvidas em uma colisão entre blocos continentais, geram-se orógenos do tipo quente. Este calor é proveniente principalmente das rochas da litosfera, que são ricas em isótopos instáveis que provêm calor durante a desintegração radioativa. Consequentemente, os orógenos quentes atingem elevadas altitudes e apresentam um importante magmatismo, com um cinturão orogênico largo e com o desenvolvimento de um platô orogênico sobre a placa cavalgante. Estes orógenos desenvolvem um perfil simétrico e sua história orogênica possui longa duração.  Os Himalaias são um registro atual de orógeno quente, a qual está associado o Platô Tibetano e um exemplo antigo é o Araçuaí-Oeste do Congo.
Já os orógenos frios se desenvolvem sob litosferas finas, e ao contrário dos orógenos quentes, caracterizam-se por sua área e altitude reduzidas, com magmatismo insignificante e desenvolvem um perfil assimétrico, com uma história orogênica tipicamente de mais curta duração. Nestes orógenos, a erosão causada principalmente pelo gelo e pelas chuvas orográficas são grandes responsáveis pela exumação da montanha.  São exemplos atuais os Alpes Europeus e os Alpes do Sul (na Nova Zelândia), e as Caledonides são um exemplo antigo.

### O Orógeno Araçuaí-Oeste do Congo: exemplo de orógeno do tipo quente

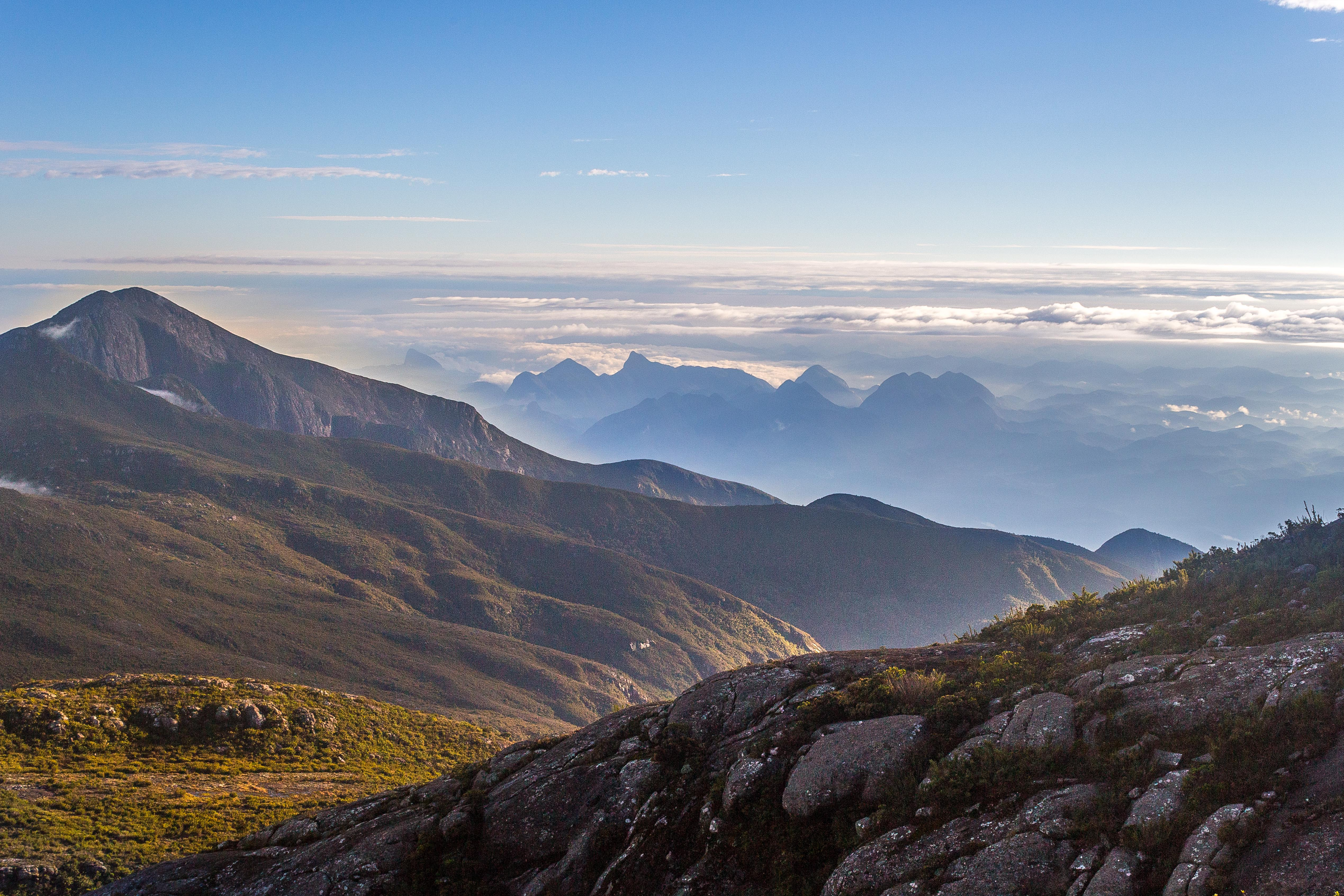
A Serra do Caparaó é um remanescente do antigo orógeno do Araçuaí.

O orógeno Araçuaí-Oeste do Congo faz parte da extensa Província da Mantiqueira, que se desenvolveu ao longo da margem leste da América do Sul, do Uruguai ao Brasil central durante a colagem do Oeste do Gondwana, se estendendo por algumas centenas de milhões de anos. Ao todo, esta província mostra uma evolução orogênica complexa e duradoura, com uma história de acúmulo de terrenos pré-colisionais. Há evidências de temperaturas muito altas mantidas por um longo período de tempo em toda a província orogênica, o que inclui uma grande quantidade de rochas magmáticas. Há variação ao longo da colisão em termos de tempo de eventos e cinemática, com desenvolvimento de arco extensivo e colisão continental subsequente. Como exemplo temos a parte norte da Província da Mantiqueira, que corresponde a Araçuaí e a sua contraparte pan-africana, conhecida como cinturão do Oeste do Congo.
O orógeno Araçuaí-Oeste do Congo é um resultado de colisões contra a margem oeste do Cráton São Francisco no Proterozoico inferior (formando o cinturão de Brasília) e é composto de um cinturão de cavalgamento externo (foreland) e um domínio interno extenso e quente (hinterland) dominado pelo derretimento parcial e magmático e, na região da Faixa Ribeira, ao sul, por zonas de cisalhamento transcorrentes. O cinturão externo é de pele fina (não envolve o embasamento) na sua parte marginal. Para dentro da província, o embasamento se envolve, com rejuvenescimento de estruturas de rifts pré-orogênicas. O domínio quente do orógeno se estabelece de forma gradual e é ajustada onde a temperatura orogênica máxima excede 700 °C. No cinturão central de Araçuaí, estão presentes rochas miloníticas (incluindo paragnaisses com evidência de fusão parcial) da fácies anfibolito, com evidências de envolvimento do embasamento durante o cavalgamento.
Atualmente não se estabelece uma geomorfologia com a altura esperada para esse tipo de orogenia devido ao colapso orogênico e erosão, mas é possível que estas montanhas tenham ultrapassado 7000 metros de altura.

### O Orógeno Caledoniano: exemplo de orógeno do tipo frio
A Orogenia Caledoniana corresponde à colisão dos paleocontinentes Báltica e Laurentia, no período Siluriano, representados atualmente por regiões principalmente da Escandinávia e Groenlândia. Durante o processo de colisão desses continentes, a margem da Báltica (lado escandinavo) foi subductada em grande profundidade abaixo da Laurentia, gerando condições metamórficas de ultra-alta pressão (3.2 GPa), onde são registrados eclogitos com coesita e microdiamantes. A história de evolução pode ser dividida em momentos pré, sin e pós colisionais. O período pré-colisional (500 a 430 Ma) foi marcado pela geração de complexos de arcos de ilha vulcânicos, enquanto que o período sin-colisional (430 a 405 Ma) corresponde a colisão do tipo continente-continente com duração de cerca de 20 milhões de anos, com condições metamórficas de ultra-alta pressão. Já o período pós-colisional (405 a 350 Ma) foi caracterizado por resfriamento rápido da margem subductada (até 30-90°C/Ma), ocasionando em extensão, movimentos gravitacionais verticais, exumação de eclogitos e reativação de falhas. Atualmente, o cinturão possui de 500 a 600 km de largura no norte da Escandinávia e ao longo das Ilhas Britânicas, podendo chegar até 900 km ao sul da Escandinávia. Como características de orógeno do tipo frio, possui perfil assimétrico, fusão substancial e deformação concentrada localmente, com geração de falhas inversas e estruturas de cavalgamento clássicas em grandes escalas. 